# Лукинов, Николай Тарасович
Николай Тарасович Лукинов (28 ноября 1914, с. Поповка, Курская губерния — 28 октября 1998, Белгород) — полковник Советской Армии, участник Великой Отечественной войны, Герой Советского Союза (1944).

## Биография
Николай Лукинов родился 28 ноября 1914 года в селе Поповка (ныне — Корочанский район Белгородской области). После окончания шести классов школы работал в колхозе. В феврале 1936 года Лукинов был призван на службу в Рабоче-крестьянскую Красную Армию. Окончил курсы младших лейтенантов. С июня 1941 года — на фронтах Великой Отечественной войны. В боях два раза был ранен.
К октябрю 1943 года лейтенант Николай Лукинов командовал танковой ротой 269-го танкового батальона 23-й танковой бригады 9-го танкового корпуса 65-й армии Белорусского фронта. Отличился во время битвы за Днепр. 20 октября 1943 года два танка, в одном из которых находился Лукинов, прошли к немецкий тыл и захватили деревню, после чего шесть часов отражали вражеские контратаки. 21 октября 1943 года группа Лукинова уничтожила 4 артиллерийских орудия и около 60 солдат и офицеров противника. На обратном пути она разгромила немецкую колонну, уничтожив около 20 солдат и офицеров противника.
Указом Президиума Верховного Совета СССР «О присвоении звания Героя Советского Союза генералам, офицерскому, сержантскому и рядовому составу Красной Армии» от 15 января 1944 года за «образцовое выполнение боевых заданий командования на фронте борьбы с немецкими захватчиками и проявленными при этом отвагу и геройство» лейтенант Николай Лукинов был удостоен высокого звания Героя Советского Союза с вручением ордена Ленина и медали «Золотая Звезда».
После окончания войны Лукинов продолжил службу в Советской Армии. В 1946 году он окончил Ленинградскую высшую бронетанковую школу, в 1955 году — Центральные бронетанковые курсы. В августе 1960 года в звании полковника Лукинов был уволен в запас. Проживал в Белгороде, работал учителем. Умер в 1998 году.
Был также награждён орденами Отечественной войны 1-й и 2-й степеней, Красной Звезды, рядом медалей.